# Lærke Møller
Lærke Winther Møller (* 14. Januar 1989 in Aalborg) ist eine ehemalige dänische Handballspielerin. Die 1,72 m große Rückraumspielerin spielte zuletzt für den dänischen Erstligisten Team Esbjerg.

## Karriere
Lærke Møller begann mit sieben Jahren das Handballspielen. Mit 16 Jahren gab sie für Aalborg DH ihr Debüt in der höchsten dänischen Handballliga und in der EHF Champions League. Mit Aalborg stand sie im Finale der dänischen Meisterschaft 2009, scheiterte dort jedoch an Viborg HK. Im Jahr 2009 wurde sie zu Dänemarks Handballerin der Jahres gewählt. Im Sommer 2009 wechselte Møller zum Ligarivalen FC Midtjylland Håndbold. Mit dem FCM gewann Møller 2011 den EHF-Pokal, 2011 und 2013 die Meisterschaft sowie 2012 den dänischen Pokal. Im Oktober 2013 wurde sie am Knie operiert, wodurch sie sechs bis sieben Monate pausieren muss. Ab der Saison 2014/15 lief sie für Team Tvis Holstebro auf. Mit Holstebro gewann sie 2015 den EHF-Pokal und 2016 den Europapokal der Pokalsieger. Ab dem Sommer 2016 stand sie bei Team Esbjerg unter Vertrag. Mit Esbjerg gewann sie 2017 den dänischen Pokal. Im März 2018 musste sie ihre Karriere beenden. Seit dem Oktober desselben Jahres ist sie als TV-Expertin bei Handballübertragungen des dänischen Fernsehsenders TV 2 tätig.
Für die dänische Nationalmannschaft bestritt Møller 51 Länderspiele, in denen sie 139 Tore erzielte. Mit der Nationalmannschaft nahm sie 2008 an den Europameisterschaften in Mazedonien teil. Den Start bei der Handball-Weltmeisterschaft der Frauen 2009 in China musste sie kurz vor Turnierbeginn wegen Verletzung absagen.
Møller gewann mit Dänemark 2006 die Goldmedaille bei der U-18-Weltmeisterschaft sowie 2007 die Goldmedaille bei der U19-Europameisterschaft.

## Privates
Lærke Møller ist mit dem dänischen Fußballspieler Thomas Enevoldsen verheiratet. Das Paar hat zwei gemeinsame Töchter.